# Châteauneuf-de-Bordette
Châteauneuf-de-Bordette è un comune francese di 105 abitanti situato nel dipartimento della Drôme della regione dell'Alvernia-Rodano-Alpi.

## Società

### Evoluzione demografica
Abitanti censiti